# Vuelta del Río
Vuelta del Río är en ort i Mexiko.   Den ligger i kommunen Tlatlaya och delstaten Mexiko, i den södra delen av landet, 170 km sydväst om huvudstaden Mexico City. Vuelta del Río ligger 428 meter över havet och antalet invånare är 111.
Terrängen runt Vuelta del Río är huvudsakligen kuperad, men åt nordväst är den bergig. Vuelta del Río ligger nere i en dal. Runt Vuelta del Río är det ganska glesbefolkat, med 47 invånare per kvadratkilometer. Närmaste större samhälle är Arcelia, 17,1 km söder om Vuelta del Río. I omgivningarna runt Vuelta del Río växer huvudsakligen savannskog.